# Notalina salina
Notalina salina là một loài Trichoptera trong họ Leptoceridae. Chúng phân bố ở miền Australasia.